# Guatteria ferruginea
Guatteria ferruginea A.St.-Hil. – gatunek rośliny z rodziny flaszowcowatych (Annonaceae Juss.). Występuje naturalnie w Kolumbii, Surinamie oraz Brazylii (w stanach Bahia, Espírito Santo, Minas Gerais i Rio de Janeiro). 

## Morfologia
PokrójZimozielone drzewo dorastające do 4–12 m wysokości.
LiścieMają kształt od eliptycznego do owalnego. Mierzą 14–45 cm długości oraz 7–15 szerokości. Liść na brzegu jest całobrzegi. Wierzchołek jest tępy.
OwocePojedyncze. Mają eliptyczny kształt. Osiągają 9–10 mm długości oraz 5–6 mm średnicy.

## Biologia i ekologia
Rośnie w lasach. Występuje na terenie nizinnym.